# Aegiphila villosa
Pour les articles homonymes, voir Bois calou.
Espèce
Synonymes
selon tropicos :
- Aegiphila villosa (Aubl.) J.F. Gmel.
- Manabea villosa Aubl. - Basionyme[1]

selon GBIF :
- Aegiphila amazonica Moldenke
- Callicarpa villosa Jacq. - Basionyme
- Clerodendrum discolor Willd.
- Clerodendrum discolor Willd. ex Moldenke
- Manabea arborescens Aubl.[2]

Aegiphila villosa est une  espèce de plantes à fleurs de la famille des Lamiaceae (anciennement des Verbenaceae). C'est un arbuste du plateau des Guyanes (souvent confondu avec Aegiphila integrifolia).
On l'appelle en Guyane bois calou, tabac sauvage, feuille tabac, bois tabac, a'ɨ makule (Wayãpi), aigβan (Palikur), camaá (portugais), ou au Guyana moracooballi.

## Description
Aegiphila villosa est un arbuste ou petit arbre, atteignant 2-7 m de haut.
Les branches, les pétioles et les inflorescences sont couvertes de villosités ou de lanières d'un blanc jaunâtre dense.
Les branches sont robustes, plus ou moins tétragonales et contiennent une moelle.
Les pétioles sont longs de 1-3 cm.
Les feuilles ont le limbe chartacé, de forme ovale ou elliptique, à base atténuée, à marge entière, à apex aigu ou acuminé, mesurant 15-50 x 5-20 cm, densément villeuses ou laineuses en dessous, pubescentes sur le dessus (surtout sur la nervure centrale), devenant glabrescentes et scabriduleuses avec l'âge.
Les nervures primaires et 10-14 paires de secondaires sont très saillantes en dessous.
L'inflorescence est axillaire, solitaire, comportant de nombreuses fleurs, arrangées en cymes compactes, longue d'environ 2 cm pour 3-4 cm de diamètre à l'anthèse, avec des pédoncules longs de 1-2 cm, des pédicelles longs de 1-5 mm, des bractées filiformes longues de 1-2 mm, cachées par la pilosité.
Le bouton floral en forme de poire, est long d'environ 6 mm de long.
Le calice en forme d'entonnoire, est long de 5-7 mm, glabre à l'intérieur, parfois légèrement pubescent dans le tube, avec 4 ou 5 lobes triangulaires, aigus et longs de 1-1,5 mm.
La corolle est de couleur blanc jaunâtre, glabre, en entonnoire, longue de 7-10 mm de long, avec 4 ou 5  lobes ovalesg, aigus, longs de 2 mm.
On compte 4 ou 5 étamines, glabres, insérées 3-4 mm au-dessus de la base du tube de la corolle, avec des filets longs de 3-4 mm chez les fleurs à style court 0,5 mm de long dans les fleurs à style long), et des anthères longues de 1 mm.
L'ovaire est glabre, subglobuleux, long de 0,5 mm, à style glabre, long de 4 mm dans les fleurs à style court, dont 1 mm pour la bifurcation.
Lors de la fructification, le calice fructifère est cupuliforme, longs d'environ 6 mm, pour 8 mm de diamètre.
Le fruit est globuleux, lisse et brillant, de couleur vert jaunâtre, et mesurant environ 8 mm de diamètre, contenant 2 graines, d'une taille comprise entre 2 et 5 mm.

## Répartition
On rencontre Aegiphila villosa du Guyana à l'Amapá (Brésil) en passant par la Guyane et le Suriname.

## Écologie
Aegiphila villosa est une espèce zoochore, localement commune en forêt secondaire et dans les bosquets de savane.
Il fleurit de février à septembre, et fructifie en juin, août et septembre.
Les fleurs sont hétérostylées.

## Usages
En Guyane, les Palikur emploient ses feuilles séchées des usages narcotiques et médicinaux à la façon du tabac.
Les Wayãpi préparent un bain fébrifuge avec les feuilles et l'écorce du tronc.

## Protologue

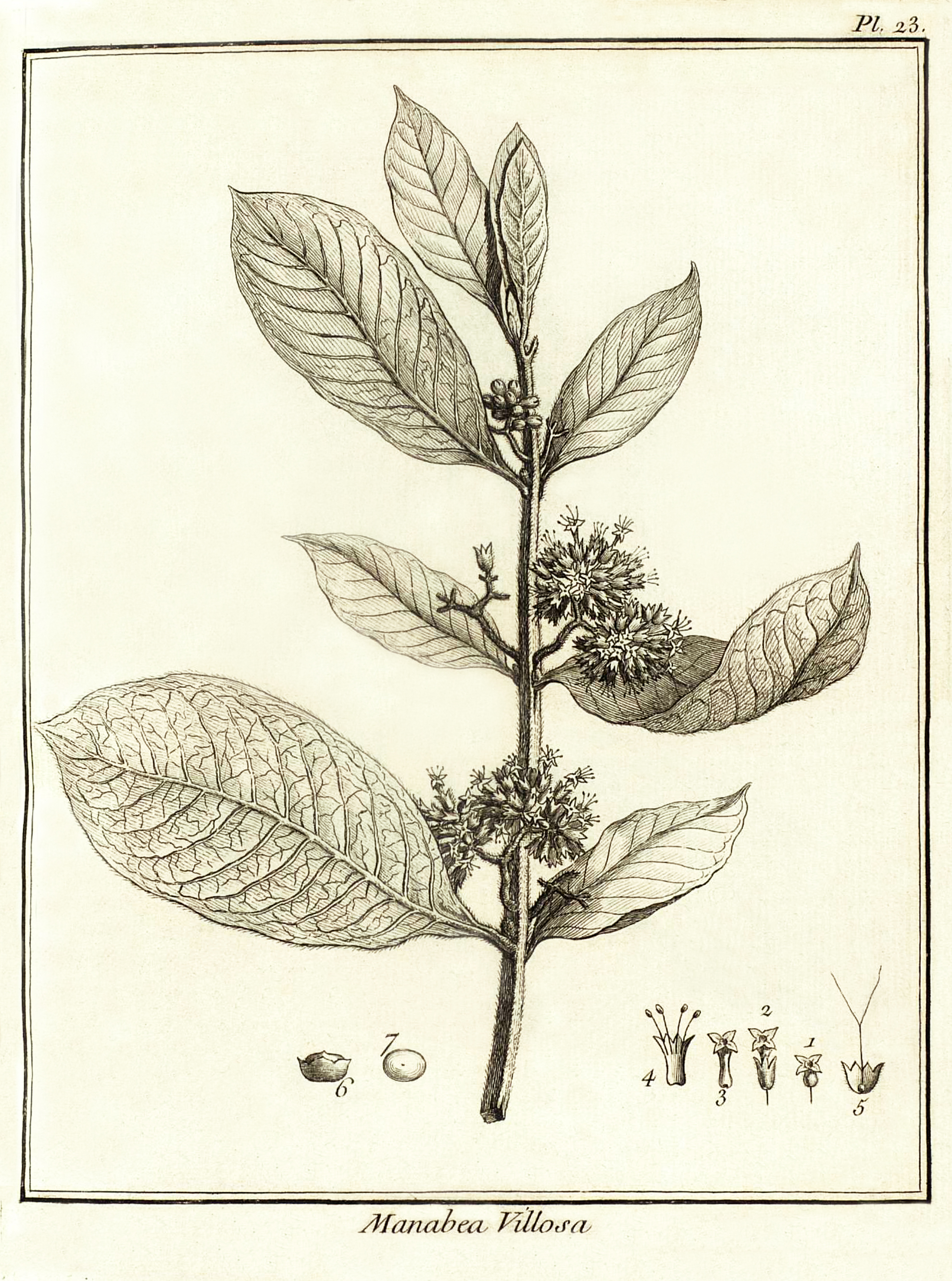
Manabea villosa (=Aegiphila villosa) par Aublet (1775) :
Planche 23. - 1. Calice. - 2. Fleur. - 3. Corolle. - 4. Corolle ouverte. Étamines. - 5. Calice ouvert. Ovaire. Style. Stigmates. - 6. Capſule enveloppée du calice. - 7. Capſule.

En 1775, le botaniste Aublet a décrit pour la première fois Aegiphila villosa sous le nom de Manabea arborescens et en a proposé le protologue suivant :
« 1. MANABEA (villoſa)  foliis ovatis, ſubtùs incanis ; floribus vireſcentibus, glomeratis. (Tabula 23.)
Frutex, octopedalis, caules plures, tetragonos, ramoſos, rectos, incanos è radice emittens. Folia oppoſita, inæqualia, uno majore, altero minore, acuta, integerrima, ſupernè viridia, infernè tomentoſa, incana, brevi petiolata. Flores corymboſi, ſubaxillares ; corymbis oppoſitis; pedunculo communi tripartito ; ramis ad baſim biglanduloſis, capiculo florum terminatis. Corolla ſubviridis.
Nomen gallicum, BOIS-TABAC.
Floret, fructumque fert variis anni temporibus.
Habitat Caïennæ in campis aridis.
LE MANABO velu. (Planche 23.)
La racine de cet arbrisseau pouſſe des tiges droites, velues, remplies de moelle, & à quatre angles. Elles s'élèvent de ſept à huit pieds. Elles font garnies, dès le bas, de feuilles qui ſont deux à deux, oppoſées, & diſpoſées en croix. Ces feuilles ſont entières, ovales, terminées en pointe, vertes en deſſus, couvertes en deſſous d'un duvet blanchâtre.
Leur pédicule eſt court, épais, convexe en deſſous, creuſé en goutière en deſſus. Souvent les feuilles oppoſées ſont d'inégale grandeur, l'une étant plus petite que l'autre : elles ſont partagées dans leur longueur, par une groſſe nervure ſaillante en deſſous, garnie de pluſieurs nervures latérales. Les plus grandes ont un pied de longueur ſur quatre pouces & demi de largeur. Un peu au deſſus de l'aiſſelle des feuilles, il ſort de chaque côté, un pédoncule long d'un pouce & plus, qui ſe partage à ſon ſommet en deux ou trois pédoncules plus petits, chargés d'un bouquet de fleurs ramaſſées en forme de tête. Les branches ont à leur naiſſance deux petits corps glanduleux oppoſés.
Le calice eſt d'une ſeule pièce, velu, arrondi à ſa baſe, renflé, & diviſé à ſon bord, en quatre parties aiguës.
La corolle eſt monopétale. c'eſt un tube qui déborde le calice. Il ſe partage en quatre limbes aigus, verdâtres ; ce tube eſt attaché au deſſous de l'ovaire.
Les étamines ſont au nombre de quatre, placées ſous la paroi interne & mitoyenne du tube, au deſſous de chaque diviſion de la corolle.
Leurs filets ſont longs, blancs, & débordent la corolle. Leurs anthères ſont à deux bourſes.
Le pistil eſt un ovaire preſque ſphérique, ſurmonté d'un style très long, qui ſe diviſé en deux branches, terminées chacune par un stigmate obtus.
L'ovaire devient une baie enfermée en partie dans le calice. Elle eſt jaune, à deux loges qui contiennent chacune une graine. Il eſt repréſenté de grandeur naturelle.
La reſſemblance qu'ont ſes feuilles avec celles du tabac, lui ont fait donner le nom de Bois-tabac par les Créoles.

On lui voit ſouvent de la fleur & du fruit en même temps. »
— Fusée-Aublet, 1775.